# Say Somethin (canción de Austin Mahone)
«Say Somethin» —en español: «Di Algo»— es una canción del cantante estadounidense Austin Mahone. Fue lanzado el 5 de junio de 2012 por Chase Record y Republic Records como sencillo debut del cantante. La canción combina el teen pop con pop de los años 1950s y 1960s.

## Antecedentes
En 2011, Mahone lanzó un sencillo llamado "11:11" el cual debutó en el puesto #19 en el Billboard Heatseekers Song. "Say Somethin", tuvo mejor éxito y debutó en el puesto #34 en el Billboard Pop Songs.

## Listas musicales
| Lista (2006)                       | Mejor posición |
| ---------------------------------- | -------------- |
| Estados Unidos (Mainstream Top 40) | 34             |
| Ukraine (FDR Charts)               | 2              |